# Jag, den högste
Jag, den högste (Yo el Supremo) är en roman av den paraguayanske författaren Augusto Roa Bastos utgiven 1974. Den utkom i svensk översättning 1980.
Jag, den högste är en diktatorsroman som skildrar Paraguays diktator under 1800-talets tidigare hälft, José Gaspar Rodríguez de Francia. Denne diktator strävade efter att reformera Paraguay och skapa ett klasslöst samhälle, men visade samtidigt upp en hänsynslös grymhet och var besatt av sin egen makt, storhet och landsfaderliga uppgift. Han sade bland annat: 
| ” | Jag skriver inte historia. Jag gör historia. Jag är den högsta inkarnationen av min ras. Jag är den högsta gestalten som vakar över och beskyddar er sovande dröm och er vakna dröm. | „ |

Jag, den högste skiljer sig från andra verk i genren diktatorsromaner som Presidenten av Miguel Angel Asturias, Patriarkens höst av Gabriel García Marquez och Metoden av Alejo Carpentier genom att Roa Bastos perspektiv är mindre distanserat. Han har själv berättat att han "sett sig tvungen ta den fruktansvärda risken att identifiera sig med denne man, att placera sig inne i denne person, och därifrån bygga upp hans värld". Berättarstilen i romanen är komplicerad med en blandning av fiktiva och dokumentära, ibland fiktivt dokumentära, inslag och diktatorns långa monologer. Den skildrar även historiska och politiska förhållanden under Francias regim och rymmer därtill rikliga inslag av indiansk mytologi och folktro.

## Källa
Mjöberg, Jöran (1988). ”Roa Bastos och den lidande medmänniskan”. Latinamerikanska författare. Norstedts. sid. 164-167. ISBN 91-1-873532-0